# Ellenizzazione
L'ellenizzazione è un termine utilizzato per descrivere un processo di mutamento culturale mediante il quale alcune componenti proprie dei popoli venuti a contatto con la civiltà greca si combinarono in varie forme e gradi con quelli tipicamente ellenici.
Questo fenomeno portò ad un graduale processo di assimilazione culturale, attraverso il quale le popolazioni non greche adottarono peculiari caratteristiche elleniche, come la lingua, i costumi, le credenze religiose e la filosofia.
Il termine è utilizzato in vari contesti storici, a partire dall'ellenizzazione dei primi abitanti del continente greco, come i Pelasgi, i Lelegi e i Cretesi.
Un importante fenomeno di ellenizzazione è anche riscontrabile nella Magna Grecia e nelle colonie greche dell'Asia minore.
Durante l'età ellenistica il processo interessò anche i Siri, gli Ebrei, gli Egizi, i Persiani e gli Armeni, i Galati. L'estensione e la profondità del fenomeno, in età ellenistica, sono marcate dalla formazione e dalla diffusione di quel fondo linguistico comune noto come koinè.
La politica di ellenizzazione fu attuata anche da molti sovrani bizantini, specialmente nei confronti delle popolazioni slave dei Balcani. Un esempio fu la dura politica di ellenizzazione attuata dall'imperatrice Irene d'Atene.